# Onthophagus obenbergeri
Onthophagus obenbergeri är en skalbaggsart som beskrevs av Vladimir Balthasar 1965. Onthophagus obenbergeri ingår i släktet Onthophagus och familjen bladhorningar. Inga underarter finns listade i Catalogue of Life.